# 數學橋
數學橋 (英語：Mathematical Bridge)是一條位於英國劍橋市橋，跨過在劍橋大學校園內的康河，把王后學院在康河兩岸的校園接駁起來。數學橋是它的非官方名字，它的官方名字只是「木橋」而已。

## 歷史
數學橋是由威廉·埃瑟里奇二世設計，並在1749年由詹姆斯·艾塞克斯興建。數學橋在1866年和1905年重建，但是原本的設計並沒有改變。
在劍橋大學裡以前也有一條名為「數學橋」的橋。它位於康河，在剑桥大学王后学院内。

## 設計

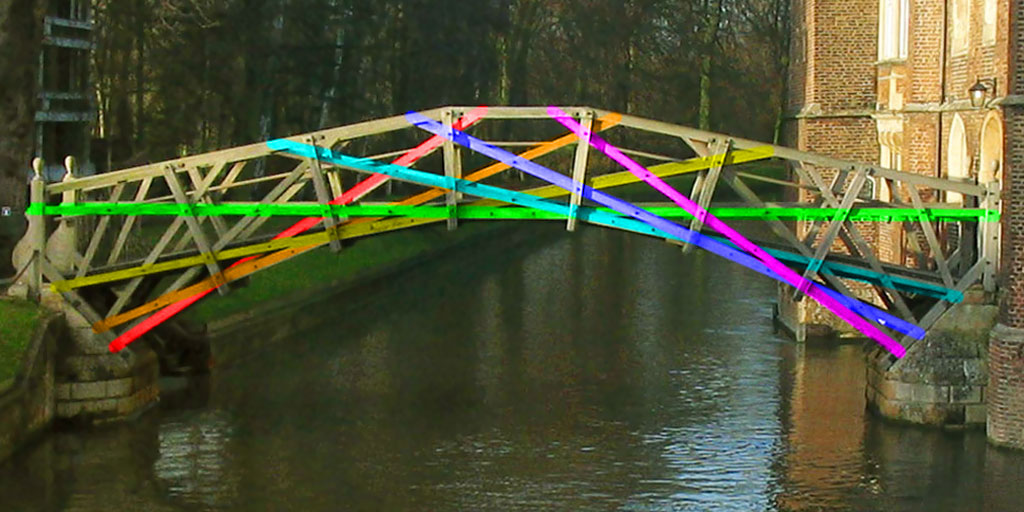
特別以彩色顯示橋的桁架設計。

木條的排列形成一個弧形，支撐着橋，再加上其他橫向部件，形成一個個三角狀的結構把橋固定。這邊的結構有效地使用了木材而不致浪費，同時借用了石橋常見的拱形設計，鞏固了其結構。

## 傳說
數學橋的設計來源有幾個說法：
1. 設計中利用了一些特別的數學方程式，因以得到數學橋的名字。
2. 橋是由一班學生設計的。橋的設計（重量和角道數）非常精密，連一口釘也沒有用上。一位教授看到橋以後嘆為觀止，並想把橋拆下，以便了解橋的設計。但是，教授把橋拆下後，沒有辦法利用原本的設計把橋重建起來。所以，教授就利用釘把橋重建起來。
3. 橋是由牛頓設計和建成的。和第二個傳說一樣，他的設計也沒有用上一口釘。學生看到橋的設計後就把橋拆下，但是他們也不能利用原本的藍圖把橋重新建好。所以，他們用了釘把橋重建。這個傳說並不可信，因為牛頓在1727年－數學橋建成前22年－逝世。

事實是橋在早期己於關節位用上鐵銷釘或螺絲，後來才改用螺母和螺栓。

## 图片

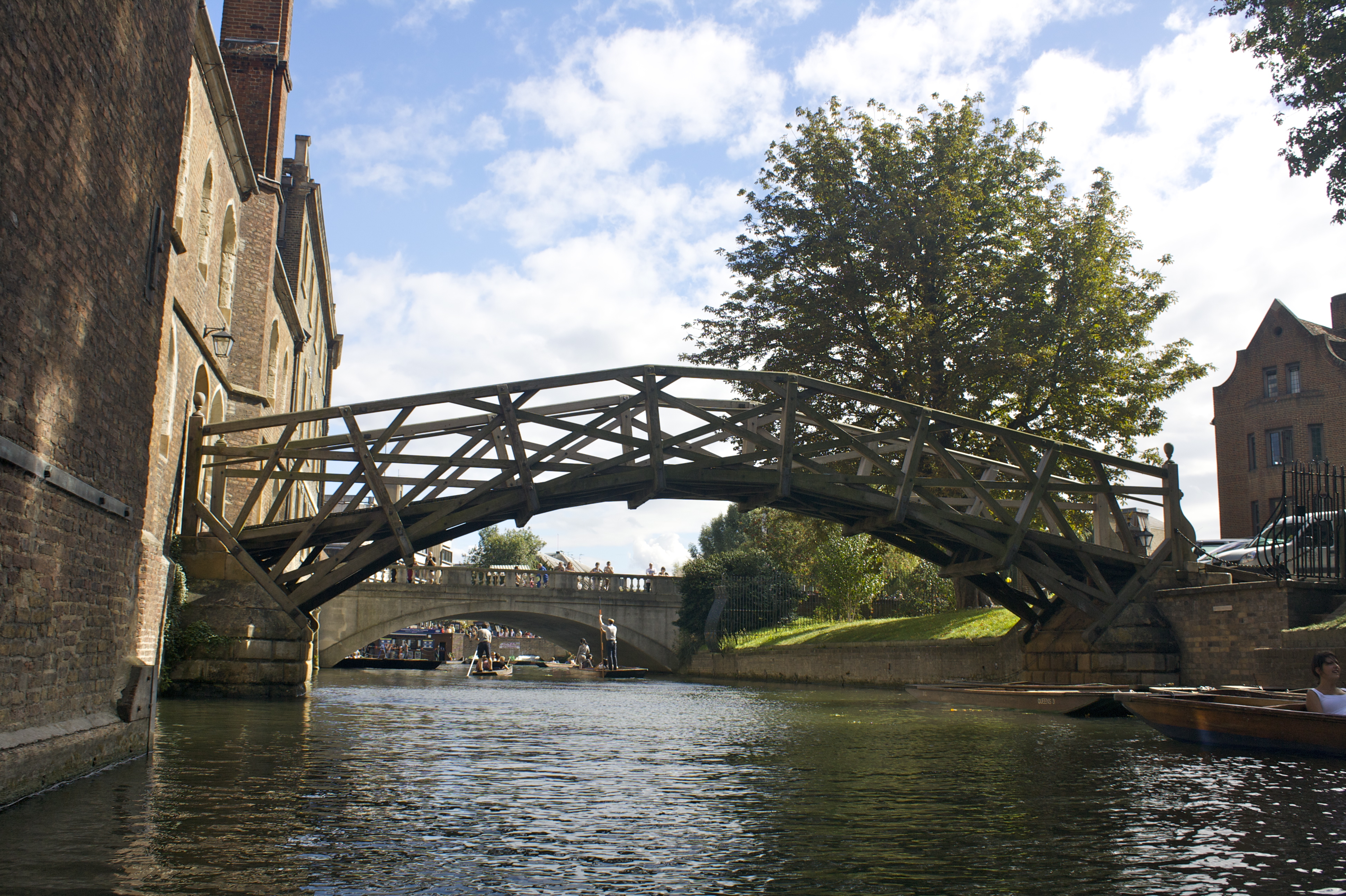
现在的数学桥
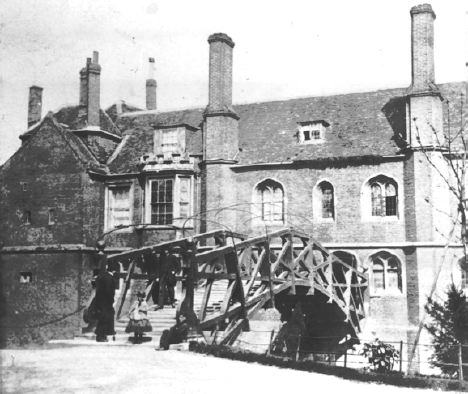
第一代的数学桥（約1865年），此相片於1866年的修復不久之前拍攝
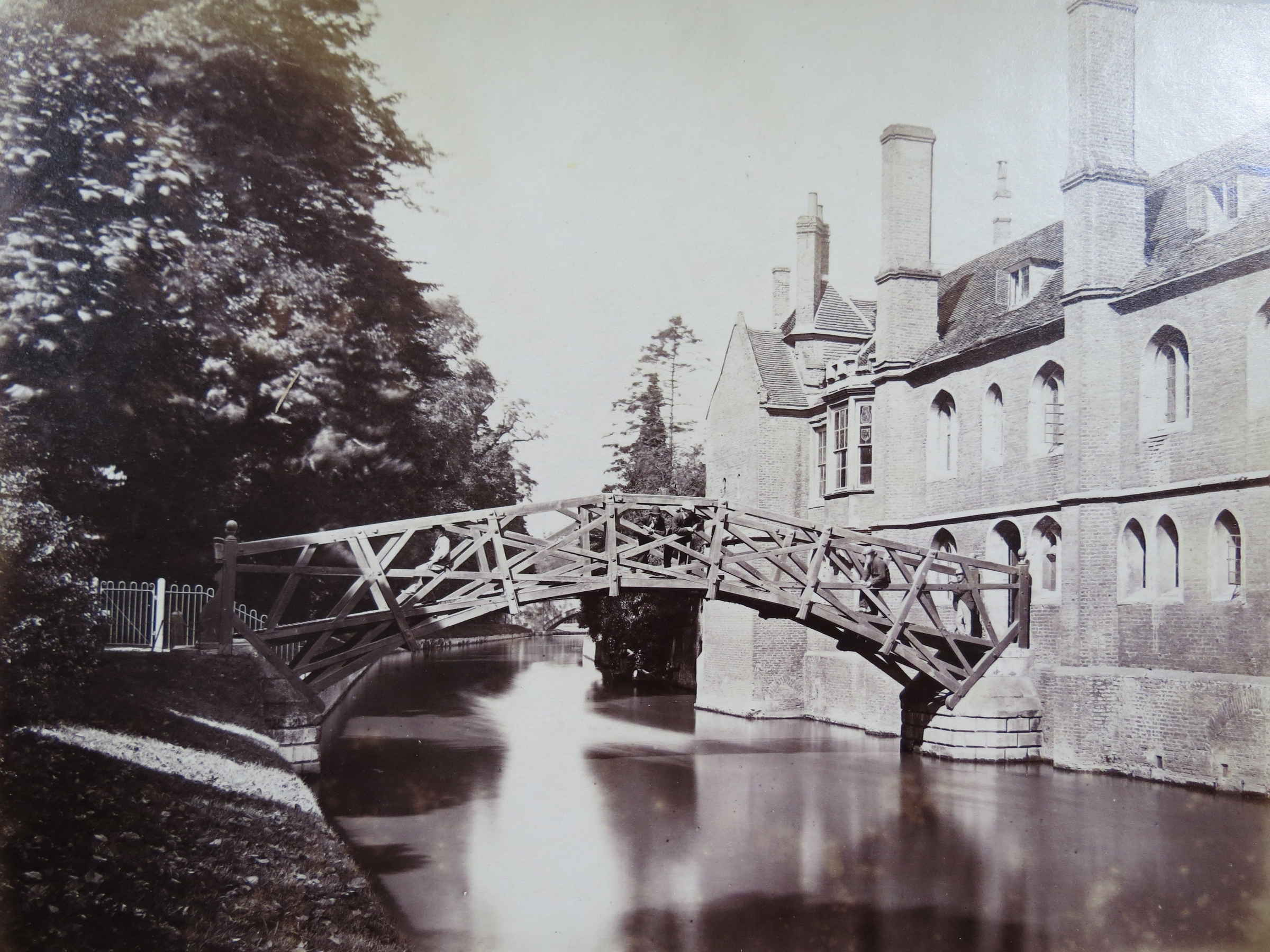
第二代的数学桥（約1870年）
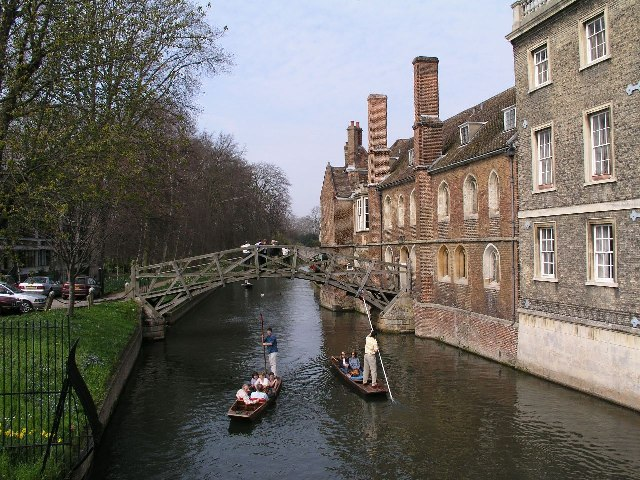
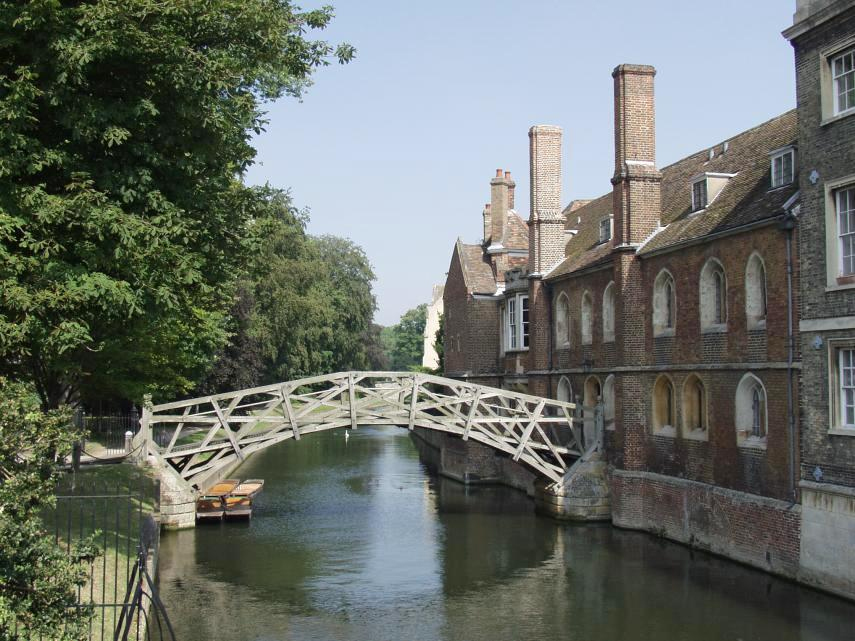
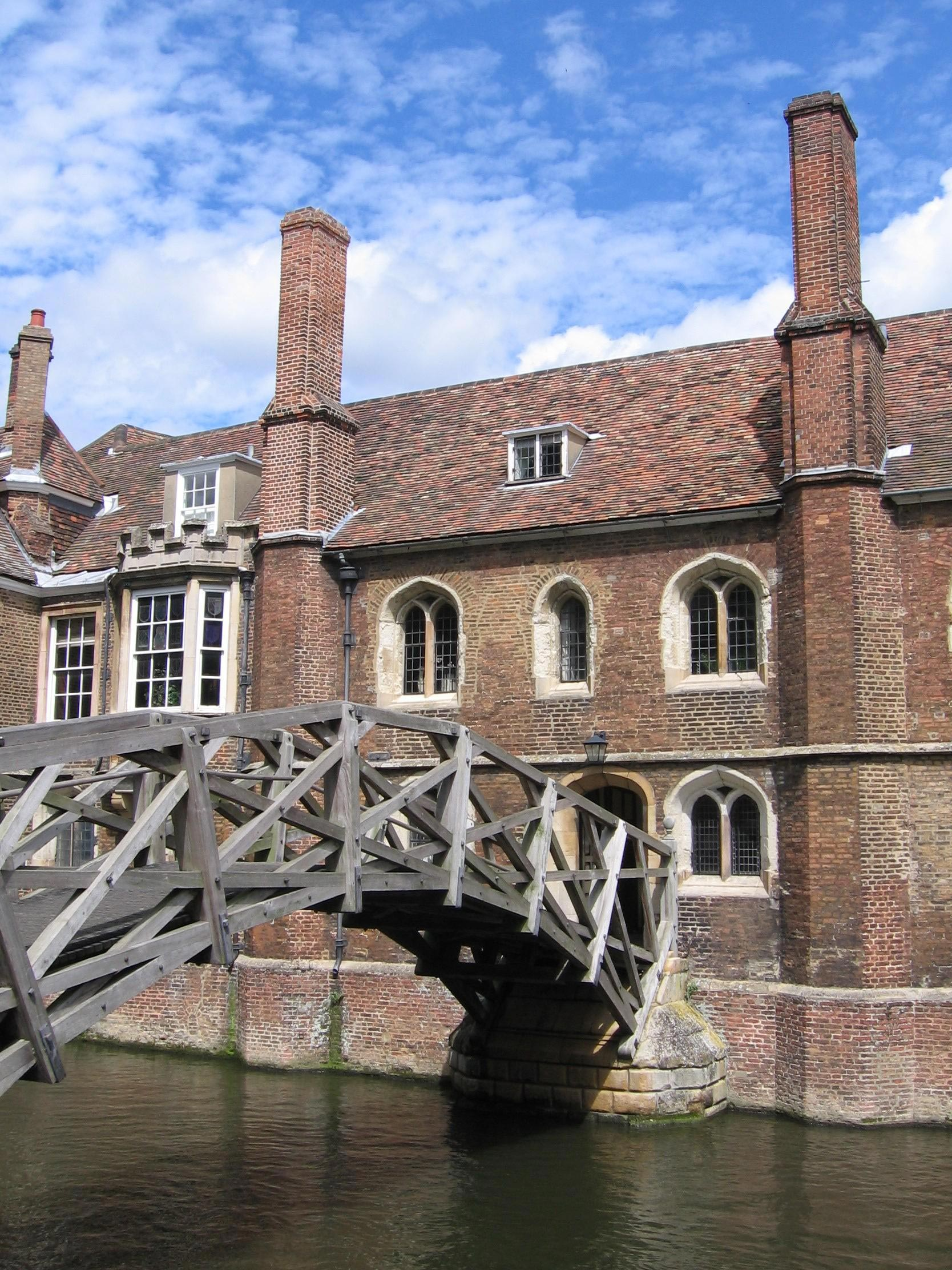
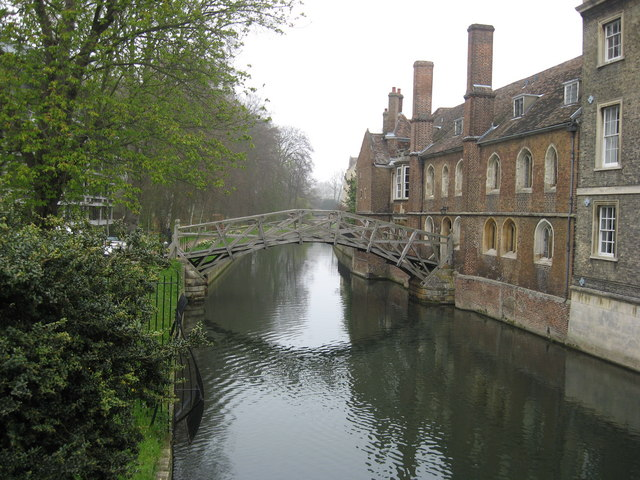
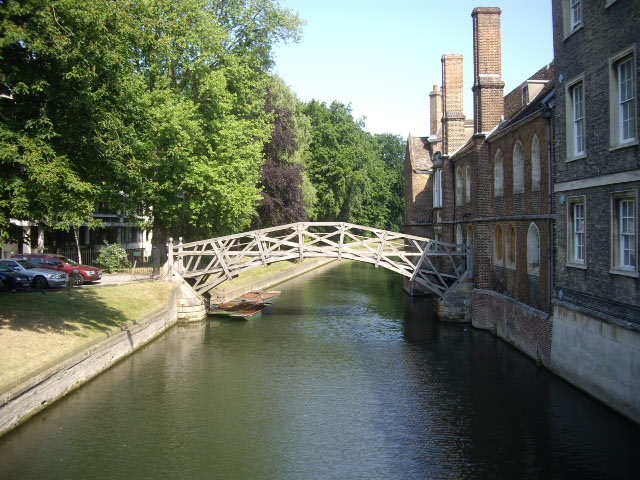
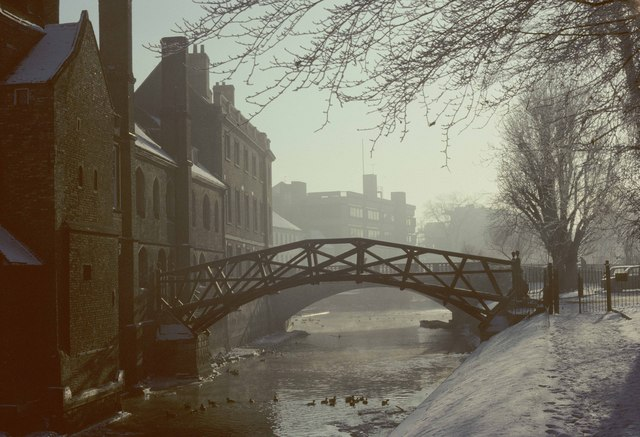

## 延伸閱讀
- Ruddock, Ted. . Cambridge University Press劍橋大學王后學院. 1979  [2013-02-26]. ISBN 978-0521090216 （英语）.

## 外部連結
- 王后學院關於數學橋歷史的網頁 （页面存档备份，存于） （英文）

52°12′07.87″N 0°06′54.15″E / 52.2021861°N 0.1150417°E